# ドゥーム・ジェネレーション
『ドゥーム・ジェネレーション』（英: The Doom Generation）は、1995年に製作されたアメリカ合衆国の映画。グレッグ・アラキ監督作品。

## ストーリー
ジョーダンとエイミーは、リンチを受けていたグゼイヴィアを助ける。
ジョーダンはグゼイヴィアを気に入り、Xと呼ぶが、エイミーはXの下品な態度が気に入らず、車から追い出してしまう。
その夜、ジョーダンとエイミーはコンビニで食事をしていたところ、コンビニの店長に銃を突きつけられる。
そこへXが駆けつけて店長と乱闘になり、さらにそこへ店長の妻が包丁を手に夫の助太刀に来る。妻は店長の首をはねてしまう。
ジョーダンとエイミーとXはファストフード店に立ち寄るが、店員が現れエイミーを昔の恋人だと呼んで銃を放つ。
モーテルに泊まったジョーダンとエイミーが性交をする中、Xはそれを眺めながら自慰をする。一方で、ジョーダンはXにも魅了されていた。ジョーダンが眠った後、Xとエイミーが性交をしていたところ、先の店員が襲い掛かってくるも、Xが返り討ちにする。
その後も3人が行く先々でエイミーが昔の彼女だと言われてはトラブルになる。やがて、ジョーダンはXとエイミーの肉体関係を知るも、そのまま受け入れる。
そして、3人は廃屋に泊まり、ジョーダンとXがそれぞれエイミーとセックスをする。そして、エイミーがトイレに行った後、ジョーダンとXは同時にエイミーとセックスをしようとする。そこへ、エイミーに言いがかりをつけてきた青年たちがホモ退治と称してジョーダンを襲ってペニスを切って殺す。
翌日、エイミーとXは廃屋を後にする。

## キャスト
- エイミー・ブルー：ローズ・マッゴーワン
- ジョーダン・ホワイト：ジェームズ・デュヴァル
- ゼイヴィア・レッド：ジョナサン・シェック
- ブランディ：パーカー・ポージー
- クラークの妻：マーガレット・チョー
- クレス・ウィリアムズ
- スキニー・パピー
- ダスティン・ヌエン
- ローレン・テューズ
- クリストファー・ナイト
- ニッキー・カット
- バイカー：サルヴァトール・ゼレブ
- ジョージ：デューイ ウェーバー